# Гамза Могаммед
Гамза Могаммед (англ. Hamza Mohammed, нар. 10 листопада 1980, Кумасі) — ганський футболіст, що грав на позиції півзахисника, зокрема за національну збірну Гани.

## Клубна кар'єра
У дорослому футболі дебютував 1997 року виступами за команду «Реал Тамале Юнайтед», в якій провів чотири сезони. 
Згодом протягом 2001–2006 років грав за «Асанте Котоко», «Реал Тамале Юнайтед» та «Кінг Файсал Бейбс», після чого перебрався до новозеландського «Нью-Зіленд Найтс». 
У Новій Зеландії проявити себе не зумів і на початку 2007 року перебрався до румунського «Чахлеула».
В Румунії також не став гравцем основного складу і навесні 2009 року повернувся на батьківщину, де став гравцем команди «Гартс оф Оук». За півроку перебрався до «Кінг Файсал Бейбс», виступами за який і завершив ігрову кар'єру влітку 2011 року.

## Виступи за збірні
1999 року залучався до складу молодіжної збірної Гани.
Того ж 1999 року дебютував в офіційних матчах у складі національної збірної Гани.
Був у заявці збірної на Кубок африканських націй 2002 року в Малі, де на поле не виходив. За чотири роки, на Кубку африканських націй 2006 в Єгипті взяв участь у двох матчах групового етапу, які стали для нього останніми у формі збірної.
Загалом протягом кар'єри у національній команді, яка тривала 8 років, провів у її формі 28 матчів, забивши 1 гол.

## Титули і досягнення
- Чемпіон Африки (U-21): 1999